# Мартін Ріс
Мартін Джон Ріс (англ. Martin John Rees; 23 червня 1942) — британський космолог і астрофізик. Королівський астроном з 1995 року, був головою Триніті-коледжу у 2004—2012 та президентом Лондонського королівського товариства у 2005—2010 роках.

## Ранні роки життя
Мартін Ріс народився в Йорку, Англія. Навчався в школі «Бедстоун коледж», після 13-ти років — у школі Шрузбері. Вивчав математику в Триніті-коледжі, Кембридж, який закінчив з відзнакою. Там же, під керівництвом Денніса Сіами здійснював дослідження на здобуття докторського ступеня, яке закінчив у 1967 році.

## Наукова кар'єра
Провадив дослідження у Великій Британії та США, викладав в університеті Сассексу та Кембриджському університеті, де був Plumian Professor до 1991, був директором Інституту астрономії в Кембриджі. З 1992 по 2003 — королівський професор-дослідник, з 2003 — професор космології та астрофізики. Був професором астрономії в Грешем-коледжі (Лондон) у 1975 році і став почесним членом Лондонського королівського товариства в 1979.
Він був одним з перших, хто запропонував пояснити гігантські енергетичні квазари чорних дір та спостереження надсвітлових астрономічних явищ оптичною ілюзією, викликаною об'єктом, що рухається частково в напрямку спостерігача. Останніми роками працював над рентгенівськими випромінюваннями, особливо в співпраці з Peter Mészáros, і над тим, як «космічні темні віки» закінчилися з формуванням перших зірок.

## Відзнаки
Нагороди
- Премія Денні Гайнемана з астрофізики (1984)
- Золота медаль Королівського астрономічного товариства (1987)
- Премія Бальцана (1989)
- Лицар-бакалавр (1992)[14]
- Медаль Кетрін Брюс (1993)
- Премія Бруно Россі (2000)
- Премія Грубера з космології (2001)
- Міжнародна премія Альберта Ейнштейна (2003)[15]
- Премія Генрі Норріса Рассела (2004)
- Guardian Award [Архівовано 16 березня 2015 у Wayback Machine.] від Lifeboat Foundation (2004)
- Премія Майкла Фарадея Лондонського королівського товариства (2004)
- Life Peerage (2005)[16]
- Премія Крафорда (2005)
- Орден Заслуг (2007)[17]
- Caird Medal Національного морського музею (2007)
- Темплтонівська премія (2011)
- Медаль Ісаака Ньютона (2012)
- Премія Фріца Цвіккі з астрофізики та космології (2020)[18]

Названі на його честь
- Астероїд 4587 Ріс

## Публікації
- Cosmic Coincidences: Dark Matter, Mankind, and Anthropic Cosmology (у співавторстві з John Gribbin), 1989, Bantam, ISBN 0-553-34740-3
- New Perspectives in Astrophysical Cosmology, 1995, ISBN 0-521-64544-1
- Gravity's Fatal Attraction: Black Holes in the Universe, 1995, ISBN 0-7167-6029-0, 2nd edition 2009, ISBN 0-521-71793-0
- Before the Beginning — Our Universe and Others, 1997, ISBN 0-7382-0033-6
- Just Six Numbers: The Deep Forces That Shape the Universe, 1999, ISBN 0-297-84297-8
- Our Cosmic Habitat, 2001, ISBN 0-691-11477-3
- Our Final Hour: A Scientist's Warning: How Terror, Error, and Environmental Disaster Threaten Humankind's Future In This Century—On Earth and Beyond (У Великій Британії: Our Final Century: Will the Human Race Survive the Twenty-first Century?), 2003, ISBN 0-465-06862-6
- What We Still Don't Know ISBN 978-0-7139-9821-4 yet to be published.
- From Here to Infinity: Scientific Horizons, 2011, ISBN 978-1-84668-5033